# Alice Beckington

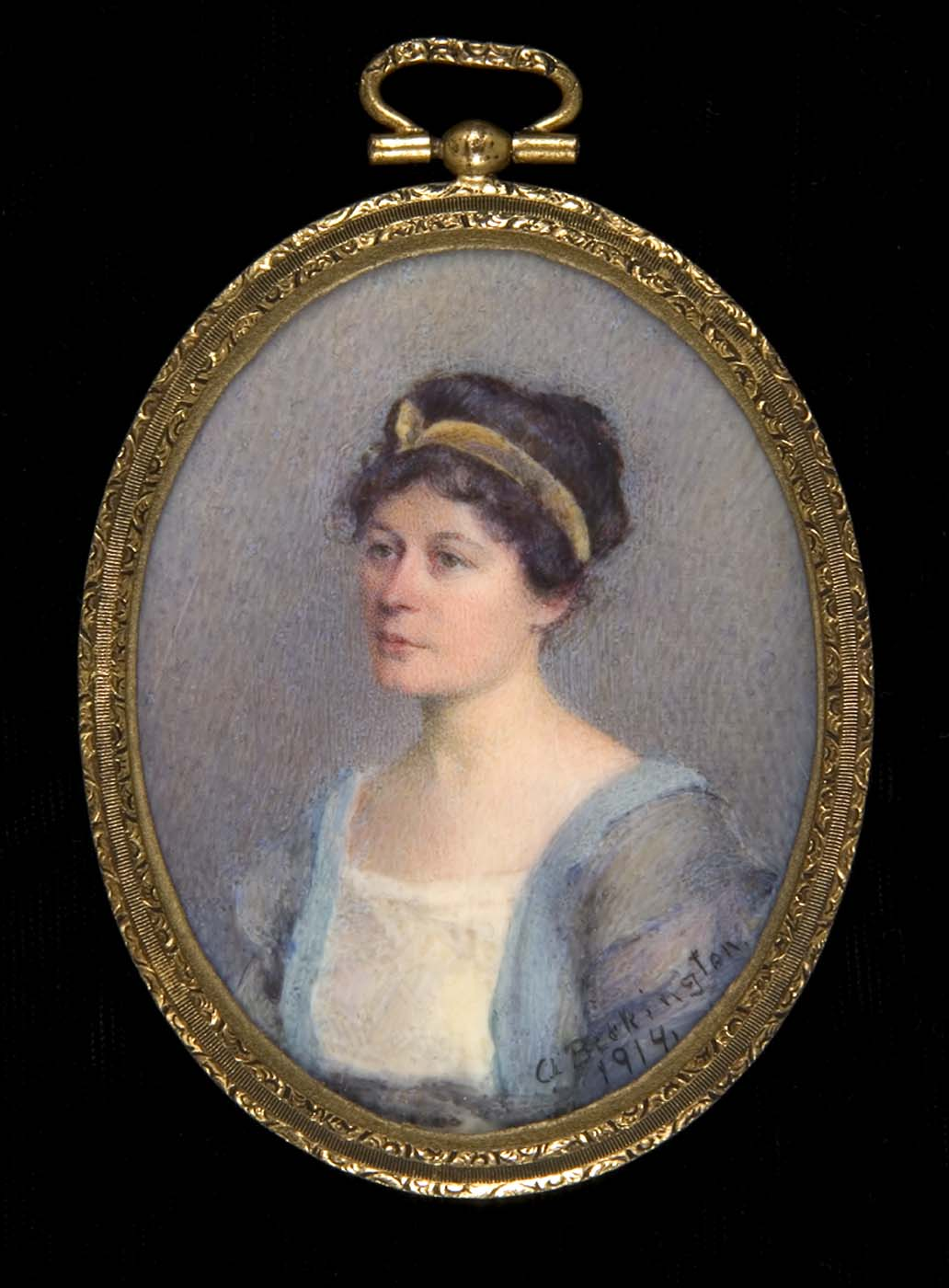
Alice Beckington: Rosina Cox Boardman, 1914. Smithsonian American Art Museum

Alice Beckington (* 30. Juli 1868 in St. Charles, Missouri; † 4. Januar 1942 in La Jolla, Kalifornien) war eine US-amerikanische Malerin. Sie war Gründerin und Präsidentin der American Society of Miniature Painters und eine preisgekrönte Miniaturmalerin.

## Leben
Alice Beckington studierte Kunst an der Art Students League of New York, wo sie Schülerin von J. Carroll Beckwith war; außerdem nahm sie Unterricht bei Kenyon Cox. Anschließend ging sie nach Paris, um an der Académie Julian bei Jules-Joseph Lefebvre und Jean-Joseph Benjamin-Constant zu studieren. Außerdem nahm sie Unterricht bei Charles Lasar in dessen Atelier.  Nach ihrer Rückkehr in die Vereinigten Staaten stellte Beckington ihre Werke bei verschiedenen Gelegenheiten aus, unter anderem bei der Pan American Exhibition in Buffalo, wo sie eine ehrenvolle Erwähnung erhielt, und bei der Louisiana Purchase Exposition, wo sie mit einer Bronzemedaille ausgezeichnet wurde.
Alice Beckington war Gründungsmitglied der American Society of Miniature Painters und mehrere Jahre deren Präsidentin. Von 1905 bis 1916 unterrichtete sie Miniaturmalerei an der Art Students League. Sie war auch Mitglied der American Federation of Arts und der Pennsylvania Society of Miniature Painters. Alice Beckington gehörte zu einer kosmopolitischen Gruppe von in New York und Paris ausgebildeten Künstlerinnen, die in dem kleinen Fischerdorf Scituate, Massachusetts, eine Sommerkolonie gründeten. Diese Gruppe folgte dem Beispiel der ersten großen Sommerkolonie in den USA, die William Merritt Chase in Shinnecock, Long Island, gegründet hatte.

## Werk

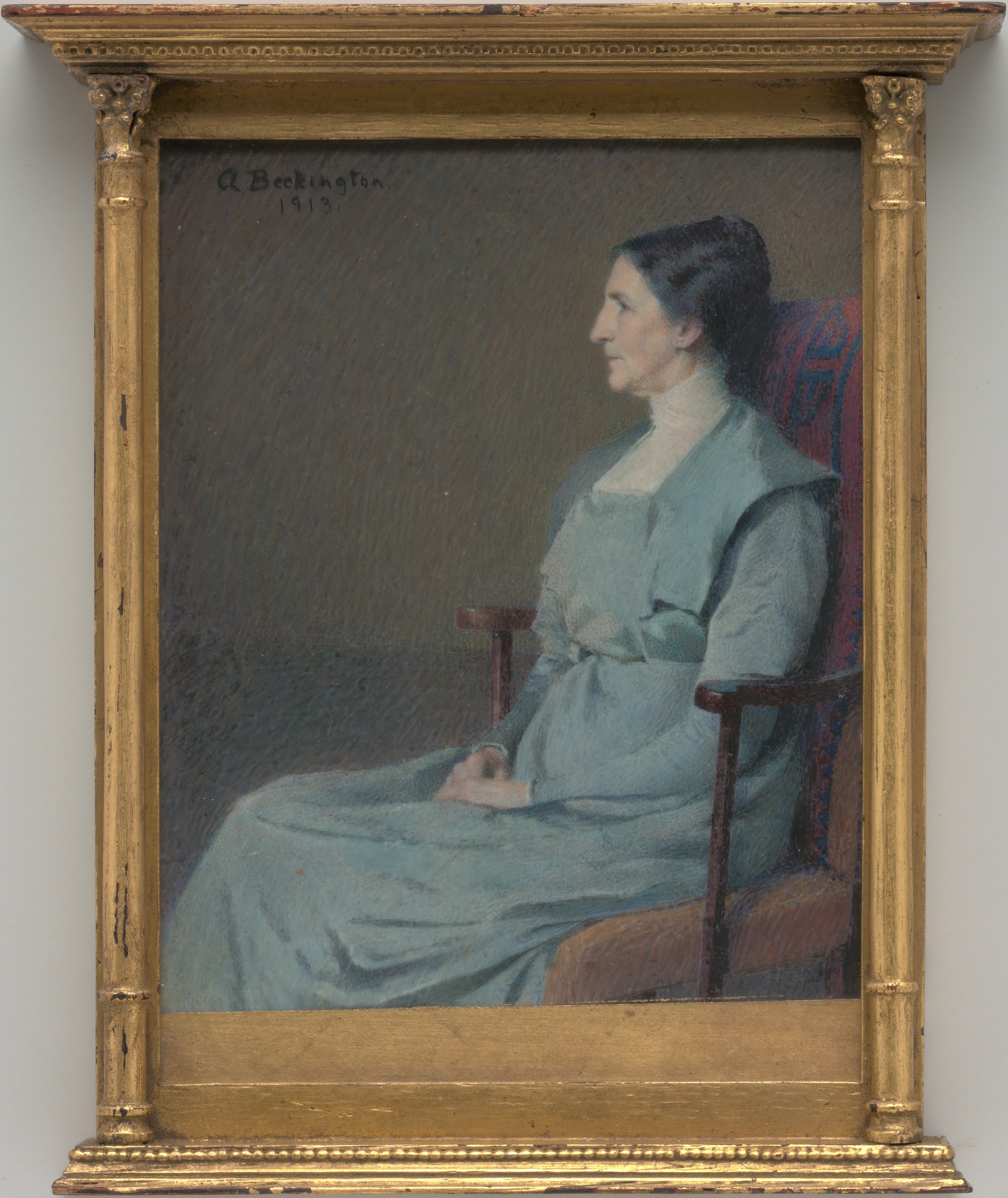
Alice Beckington : Mrs. Beckington, 1913. The Metropolitan Museum of Art

Alice Beckington spezialisierte sich auf Miniaturporträts, die für ihre Detailtreue und Ausdruckskraft geschätzt wurden. Ihr Werk umfasst Porträts von Persönlichkeiten ihrer Zeit sowie von Familienmitgliedern. Ein bekanntes Werk ist das Porträt ihrer Schülerin Rosina Cox Boardman, das sich heute in der Sammlung des Smithsonian American Art Museum befindet. Drei ihrer Porträts, darunter das ihrer Mutter, befinden sich im Metropolitan Museum of Art.